# Trypoxylon attenuatum
Trypoxylon attenuatum är en stekelart som beskrevs av Smith 1851. Trypoxylon attenuatum ingår i släktet Trypoxylon, och familjen Crabronidae. Arten är reproducerande i Sverige.